# Figulus philippinensis
Figulus philippinensis là một loài bọ cánh cứng trong họ Lucanidae. Loài này được Benesh mô tả khoa học năm 1955.